# Isorhythmie
Isorhythmie (von griech. ἴσος „gleich“ und ῥυθμός „Zeitmaß“, etwa „gleiche rhythmische Ordnung“), auch Isorhythmik genannt, bezeichnet eine Satztechnik in der Mehrstimmigkeit des 14. und 15. Jahrhunderts, bei der ein rhythmisches Muster bei wechselndem melodischen Gehalt in einer oder mehreren Stimmen wiederholt durchgeführt wird. Die isorhythmische Motette stellt den Gipfel an rationaler Strukturierung in der gotischen Musik dar. Zugleich schafft sie den Ausgleich zur expressiven Melodik und zur gesteigerten harmonischen Farbigkeit (Chromatik). Isorhythmie übertrug man von der Motette auch in Messen- und Kantilenensätze. Der Begriff stammt nicht aus der Zeit, sondern wurde erstmals zu Beginn des 20. Jahrhunderts von Friedrich Ludwig geprägt.
Das Kompositionsprinzip der Isorhythmie entspricht dem struktursuchenden Geist des Mittelalters und erweist sich vor allem in der isorhythmischen Motette der Ars Nova als eine der strengsten, kunstvollsten und durchgebildetsten Formen der Musikgeschichte, die in der Korrespondenz von klanglicher und textlicher Gefügigkeit von keiner späteren Gattung übertroffen wird. Dabei handelt es sich um „dichteste Musik voll farbiger, inniger, neuartiger Klanglichkeit, in ihrer Einheit von zwingender Struktur und unmittelbar überzeugender Wirkung ein vollendetes Kunstwerk“.

## Satztechnik
Eine Komposition ist isorhythmisch, wenn ihr Tenor in rhythmische Taleae (von altfranzösisch taille „Abschnitt, Form“) und melodische Colores (von lat. color „Farbe, Schmuck“) gegliedert ist und diese unabhängig voneinander kombiniert werden. Das musikalische Grundprinzip der Isorhythmie besteht somit in der Wiederkehr gleicher rhythmischer Strukturen in veränderter melodischer Gestalt:
Das sich wiederholende rhythmische Modell, die Talea, korrespondiert üblicherweise mit der strophischen Form des Textes. Sie muss allerdings nicht immer streng in allen Stimmen durchgeführt werden und tritt vor allem in den Cantus-firmus-Stimmen, also im Tenor und (bei Vierstimmigkeit) im gleich gearteten Contratenor auf. Es können aber auch andere Stimmen partiell oder vollständig das Prinzip der Talea- und Color-Gliederung aufweisen. Dies ist zuweilen an Abschnittsenden der Fall. Des Öfteren entsprechen sich auch bestimmte Passagen der Oberstimmen im Rhythmus. In der isorhythmischen Motette der Ars Nova werden Taleae und Colores nicht deckungsgleich verwendet, sondern die melodischen und rhythmischen Phasen gegeneinander verschoben, so dass sie sich überlagern (z. B. Aufteilung von zwei Colores auf drei Taleae). Weiter erscheinen bei mehrteiligen Motetten in den Schlussteilen häufig Diminutionen in den Oberstimmen, was in der Regel durch verschiedenartige Mensurwechsel (ohne neue Tenornotierung) gefordert wird.

## Historische Entwicklung
Obwohl zunächst lateinisch geistlich, wurde die von solistischen Männerstimmen in hoher Lage gesungene und instrumental begleitete Motette bald französisch weltlich und zunehmend auch außerhalb der Kirche aufgeführt. Sie ist in der Regel dreistimmig, von einem instrumentalen Tenor aus entworfen, doppeltextig (meist altfranzösisch oder lateinisch, selten verschiedensprachige Texte; auch gleichzeitig geistliche und weltliche Texte sind möglich) und zeigt eine differenzierte Oberstimmenstruktur. Die Texte handeln mehrheitlich von Liebe, Politik, Sozialem usw. Oft tadelten sie auch den Klerus oder spielen auf zeitgenössische politische Ereignisse an. Als Hauptgattung der artifiziellen Mehrstimmigkeit war die Motette stets Feld für Neuerungen und Experimente.
Als Vorläufer der Isorhythmie gilt die Isoperiodik der Motette der Ars antiqua, die im späten 13. Jahrhundert u. a. von Petrus de Cruce repräsentiert wird. Im Gegensatz zur Isorhythmie werden hier die Taleae lediglich im Tenor wiederholt und der Periodenbau in den Oberstimmen entsprechend angepasst. Kleine Abweichungen sind möglich. Die Einteilung in gleiche Perioden nimmt jedoch keine Rücksicht auf das melodische Material, zum Teil nicht einmal auf den Text. Es handelt sich um eine absolut musikalische Gestaltungsweise.

Erste Ansätze von Isorhythmie mit mehrfach wiederkehrenden, zahlenmäßig streng geregelten Perioden zeigen sich in den Kompositionen von Philippe de Vitry. Ihr Fundament liegt weiterhin im Tenor, dessen Melodie meist einer zum Werk passenden Stelle des liturgischen Gesangs (Gregorianischer Choral) entnommen, aber in Langmensur ganz willkürlich rhythmisiert wird. Nach etwa 10–20 Großtakten beginnt eine neue Periode, mit derselben Rhythmus- und Pausenfolge, auch wenn die Tenormelodie noch nicht beendet ist. Talea und Color decken sich oft oder stehen im einfachen Verhältnis 1 : n. Überschneiden sie sich jedoch (z. B. in der Ordnung 2 Color = 5 Talea), so werden die Melodietöne bei der Wiederkehr anders rhythmisiert. Die Talea-Notenfolge diente somit als Schema, das mehrmals auftrat und auf beliebige Melodieteile in strenger Gleichform – also isorhythmisch – angewandt wurde. Die Periodik des Tenors gilt auch für die beiden Oberstimmen und einen etwaigen Contratenor, so dass einheitliche Gesamtgliederung bei Ars-Nova-Motetten die Regel ist. Anstelle der Langmensur mit Longa-Brevis-Werten im Tenor herrscht jedoch in den beiden Singstimmen freie Melodik mit Brevis-Semibrevis-Minima-Bewegung. Das Triplum ist meist lebhafter, der Motetus (= Duplum) etwas ruhiger und kürzer, mitunter auch in einem anderen Takt gehalten. Oft geht man dazu über, den gesamten Rhythmus anzugleichen, also auch in den Oberstimmen die Perioden als ein Schema genau zu wiederholen. Besonders ausgeprägt findet sich diese Art der Isorhythmie in den Werken Guillaume de Machauts (23 Motetten / Messe de Nostre Dame). Ihren Höhepunkt erreichte sie allerdings in der französischen Spätzeit (Ars subtilior), als man die Technik sogar auf Lied- und Messkompositionen übertrug. Bis ins 15. Jahrhundert wurde das isorhythmische Prinzip noch für festliche Anlässe verwendet, so z. B. von Guillaume Dufay in seiner berühmten Domweihemotette Nuper rosarum flores (1436). In der Folge wurde es allmählich von der Satztechnik der Durchimitation (siehe Franko-flämische Vokalpolyphonie) abgelöst.

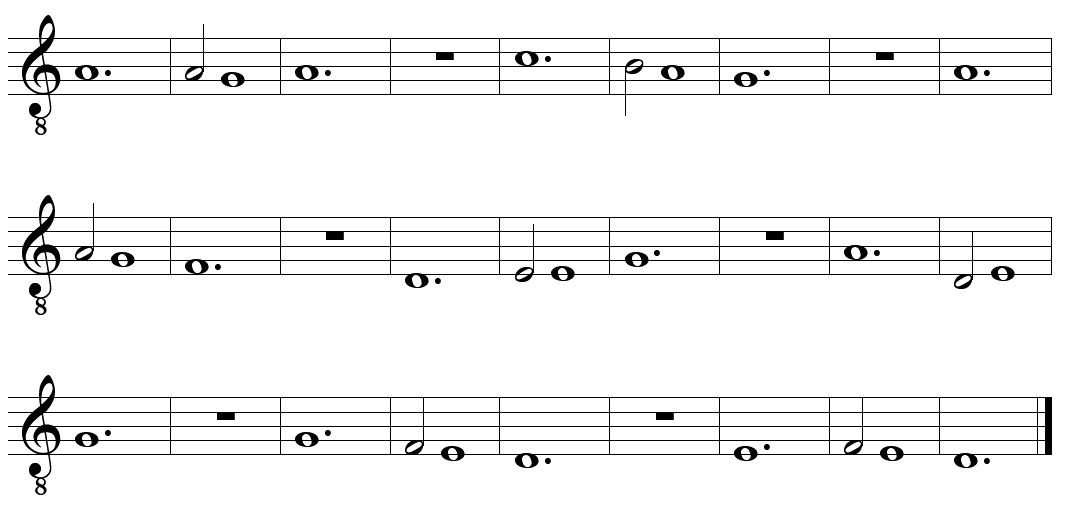
Transkription der isorhythmischen Tenorstimme des Anfangs aus dem Kyrie von Guillaume de Machauts Messe de Nostre Dame (ca. 1360) in moderne Notation: Ein Color von 28 Tonhöhen ist kombiniert mit einer Talea von vier Notenwerten, die sich siebenmal wiederholt (28 : 4 = 7).

Im 20. Jahrhundert wurde die Isorhythmie u. a. von Anton Webern, Igor Strawinski und Witold Lutosławski für einige Kompositionen erneut genutzt. Auch György Ligeti lehnt die Kompositionsweise seines geistlichen Chorwerks Lux aeterna an isorhythmische Techniken an. Im Bereich des Jazz beruft sich u. a. der Schweizer Pianist Christoph Stiefel mit seinem Soloprojekt Isorhythms for Solo Piano (2005) explizit auf dieses Prinzip.